# Letur
Letur é um município da Espanha na província de Albacete, comunidade autónoma de Castilla-La Mancha, de área 262,46 km² com população de 1190 habitantes (2004) e densidade populacional de 4,67 hab/km².

## Demografia
| Variação demográfica do município entre 1991 e 2004 | Variação demográfica do município entre 1991 e 2004 | Variação demográfica do município entre 1991 e 2004 | Variação demográfica do município entre 1991 e 2004 |
| --------------------------------------------------- | --------------------------------------------------- | --------------------------------------------------- | --------------------------------------------------- |
| 1991                                                | 1996                                                | 2001                                                | 2004                                                |
| 1449                                                | 1386                                                | 1217                                                | 1229                                                |